# Jigglypuff
Jigglypuff (プリン / Purin in de originele Japanse versie) staat bekend als ballon-Pokémon, en een Jigglypuff kan zijn vijanden in slaap laten vallen door een bepaalde melodie te zingen.

## Beschrijving
Voordat Jigglypuff begint met zingen, hypnotiseert hij zijn tegenstander met zijn zacht opgloeiende ogen, en als hij zichzelf opblaast, kan hij langer doorzingen. Hij kan met gemak de golflengte van zijn stem aanpassen aan die van het brein van een slapend wezen, waardoor de mooie melodie de vijand in slaap laat vallen. Jigglypuffs zingen zonder een adempauze te nemen, dus als de tegenstander resistent is voor slaap, zal de Jigglypuff uiteindelijk in ademnood komen.
Naast dat Jigglypuff in de gewone Pokémonserie verschijnt, verscheen hij ook als speelbaar personage in alle drie de Super Smash Bros.-spellen. In Super Smash Bros. Brawl, groeit Jigglypuff tijdens zijn Final Smash tot enorme proporties, maar hij krimpt meteen daarna weer tot zijn normale lengte. Jigglypuffs stem wordt in het Engels ingesproken door Rachael Lillis en door Mika Kanai in de Japanse versie. Zijn aanvallen zijn onder andere het meerdere malen zweven door in te ademen, de vijand een mep geven en de vijand in slaap sussen.
In de Pokémon-tekenfilmserie is Jigglypuff een vaak passerend personage dat ervan droomt een wereldberoemde zanger te worden (geïnspireerd door Ash Ketchum en zijn gezelschap). Helaas voor Jigglypuff valt al zijn publiek altijd in slaap voordat hij zijn nummers kan afmaken. Jigglypuff kiest niet vaak het juiste moment uit om te zingen en dat leidt tot vervelende situaties waardoor Ash Ketchum en zijn gezelschap vaak vluchten voor Jigglypuff. Ook heeft Jigglypuff een zwarte markeerstift bij zich, zijn "microfoon", en die gebruikt hij om iedereen die in slaap valt tijdens zijn optreden onder te tekenen.
Zijn droom om iemand het hele liedje te laten beluisteren, kwam uit toen hij een Whismur tegenkwam, die de mogelijkheid heeft wakker te blijven door zijn Soundproofkracht.

## Evolutieketen
Igglybuff → Jigglypuff → Wigglytuff

## Ruilkaartenspel
Er bestaan 14 standaard-Jigglypuffkaarten, waarvan één enkel in Japan uitgebracht is. Jigglypuff is ook verschenen op een combinatiekaart: Pikachu, Jigglypuff and Clefairy (enkel in Japan). Ook bestaan er één Erika's Jigglypuffkaart. Al deze kaarten hebben het type Colorless als element.